# Copa Heineken 2001–02
A Copa Heineken 2001-02 foi a 7ª edição do evento e foi vencida pela segunda vez pela equipe Inglês do Leicester Tigers.

## Times
Os 24 times foram divididos em 6 grupos de 4 equipes e jogaram em turno de ida e de volta.
Os vencedores e os dois melhores segundos classificados avançaram para as quartas de final.
| França                                                                                                 | Inglaterra                                                                                               | País de Gales                                                                | Escócia                           | Irlanda                                         | Itália                               |
| --- | --- | ---------------------------------------------------------------------------- | --------------------------------- | ----------------------------------------------- | ------------------------------------ |
| - Biarritz Olympique - Castres Olympique - Stade Français - Stade Toulousain - Montferrand - Perpignan | - Bath Rugby - Harlequin F.C. - Leicester Tigers - London Wasps - Northampton Saints - Newcastle Falcons | - Cardiff RFC - Llanelli Scarlets - Newport RFC - Swansea RFC - Bridgend RFC | - Edinburgh Rugby - Glasgow Rugby | - Leinster Rugby - Munster Rugby - Ulster Rugby | - Benetton Treviso - Rugby Calvisano |

## Primeira fase

### Grupo 1
| 29 setembro, 2001 |        |                   |              |
| Leicester Tigers  | 12 - 9 | Llanelli Scarlets | Welford Road |
|                   |        |                   | Welford Road |

| 29 setembro, 2001 |        |                 |                  |
| Perpignan         | 56 - 3 | Rugby Calvisano | Stade Aimé Giral |
|                   |        |                 | Stade Aimé Giral |

| 5 outubro, 2001   |        |           |              |
| Llanelli Scarlets | 20 - 6 | Perpignan | Stradey Park |
|                   |        |           | Stradey Park |

| 7 outubro, 2001 |        |                  |                             |
| Rugby Calvisano | 3 - 37 | Leicester Tigers | Centro Sportivo San Michele |
|                 |        |                  | Centro Sportivo San Michele |

| 27 outubro, 2001 |         |                  |                  |
| Perpignan        | 30 - 31 | Leicester Tigers | Stade Aimé Giral |
|                  |         |                  | Stade Aimé Giral |

| 28 outubro, 2001 |         |                   |                             |
| Rugby Calvisano  | 13 - 31 | Llanelli Scarlets | Centro Sportivo San Michele |
|                  |         |                   | Centro Sportivo San Michele |

| 3 novembro, 2001  |         |                 |              |
| Llanelli Scarlets | 93 - 14 | Rugby Calvisano | Stradey Park |
|                   |         |                 | Stradey Park |

| 3 novembro, 2001 |         |           |              |
| Leicester Tigers | 54 - 15 | Perpignan | Welford Road |
|                  |         |           | Welford Road |

| 4 janeiro, 2002 |         |                   |                  |
| Perpignan       | 42 - 10 | Llanelli Scarlets | Stade Aimé Giral |
|                 |         |                   | Stade Aimé Giral |

| 5 janeiro, 2002  |        |                 |              |
| Leicester Tigers | 29 - 7 | Rugby Calvisano | Welford Road |
|                  |        |                 | Welford Road |

| 12 janeiro, 2002 |         |           |                             |
| Rugby Calvisano  | 18 - 33 | Perpignan | Centro Sportivo San Michele |
|                  |         |           | Centro Sportivo San Michele |

| 12 janeiro, 2002  |         |                  |              |
| Llanelli Scarlets | 24 - 12 | Leicester Tigers | Stradey Park |
|                   |         |                  | Stradey Park |

| Time              | J | V | E | D | T+ | T- | T+/- | P+  | P-  | P+/- | Pts |
| ----------------- | - | - | - | - | -- | -- | ---- | --- | --- | ---- | --- |
| Leicester Tigers  | 6 | 5 | 0 | 1 | 17 | 3  | 14   | 175 | 88  | 87   | 10  |
| Llanelli Scarlets | 6 | 4 | 0 | 2 | 22 | 8  | 14   | 187 | 99  | 88   | 8   |
| Perpignan         | 6 | 3 | 0 | 3 | 19 | 11 | 8    | 182 | 136 | 46   | 6   |
| Rugby Calvisano   | 6 | 0 | 0 | 6 | 6  | 42 | −36  | 58  | 279 | −221 | 0   |

### Grupo 2
| 29 setembro, 2001 |         |              |                           |
| Benetton Treviso  | 28 - 33 | Ulster Rugby | Stadio Comunale di Monigo |
|                   |         |              | Stadio Comunale di Monigo |

| 30 setembro, 2001 |         |                |                     |
| London Wasps      | 19 - 25 | Stade Français | Loftus Road Stadium |
|                   |         |                | Loftus Road Stadium |

| 5 outubro, 2001 |         |              |           |
| Ulster Rugby    | 42 - 19 | London Wasps | Ravenhill |
|                 |         |              | Ravenhill |

| 6 outubro, 2001 |        |                  |                  |
| Stade Français  | 42 - 9 | Benetton Treviso | Stade Jean Bouin |
|                 |        |                  | Stade Jean Bouin |

| 27 outubro, 2001 |         |              |                  |
| Stade Français   | 40 - 11 | Ulster Rugby | Stade Jean Bouin |
|                  |         |              | Stade Jean Bouin |

| 28 outubro, 2001 |         |                  |                     |
| London Wasps     | 29 - 24 | Benetton Treviso | Loftus Road Stadium |
|                  |         |                  | Loftus Road Stadium |

| 2 novembro, 2001 |         |                |           |
| Ulster Rugby     | 19 - 16 | Stade Français | Ravenhill |
|                  |         |                | Ravenhill |

| 3 novembro, 2001 |         |              |                           |
| Benetton Treviso | 32 - 17 | London Wasps | Stadio Comunale di Monigo |
|                  |         |              | Stadio Comunale di Monigo |

| 5 janeiro, 2002  |        |                |                           |
| Benetton Treviso | 6 - 59 | Stade Français | Stadio Comunale di Monigo |
|                  |        |                | Stadio Comunale di Monigo |

| 6 janeiro, 2002 |         |              |                     |
| London Wasps    | 36 - 32 | Ulster Rugby | Loftus Road Stadium |
|                 |         |              | Loftus Road Stadium |

| 11 janeiro, 2002 |        |                  |           |
| Ulster Rugby     | 59 - 3 | Benetton Treviso | Ravenhill |
|                  |        |                  | Ravenhill |

| 12 janeiro, 2002 |        |              |                  |
| Stade Français   | 31 - 0 | London Wasps | Stade Jean Bouin |
|                  |        |              | Stade Jean Bouin |

| Time             | J | V | E | D | T+ | T- | T+/- | P+  | P-  | P+/- | Pts |
| ---------------- | - | - | - | - | -- | -- | ---- | --- | --- | ---- | --- |
| Stade Français   | 6 | 5 | 0 | 1 | 23 | 4  | 19   | 213 | 64  | 149  | 10  |
| Ulster Rugby     | 6 | 4 | 0 | 2 | 17 | 11 | 6    | 196 | 142 | 54   | 8   |
| London Wasps     | 6 | 2 | 0 | 4 | 9  | 9  | 0    | 120 | 186 | −66  | 4   |
| Benetton Treviso | 6 | 1 | 0 | 5 | 2  | 27 | −25  | 102 | 239 | −137 | 2   |

### Grupo 3
| 29 setembro, 2001 |         |                 |            |
| Swansea RFC       | 21 - 16 | Edinburgh Rugby | St Helen's |
|                   |         |                 | St Helen's |

| 29 setembro, 2001  |        |            |                          |
| Biarritz Olympique | 6 - 14 | Bath Rugby | Parc des Sports Aguilera |
|                    |        |            | Parc des Sports Aguilera |

| 5 outubro, 2001 |       |                    |          |
| Edinburgh Rugby | 6 - 6 | Biarritz Olympique | Myreside |
|                 |       |                    | Myreside |

| 6 outubro, 2001 |        |             |                       |
| Bath Rugby      | 38 - 9 | Swansea RFC | The Recreation Ground |
|                 |        |             | The Recreation Ground |

| 27 outubro, 2001 |         |                    |            |
| Swansea RFC      | 15 - 10 | Biarritz Olympique | St Helen's |
|                  |         |                    | St Helen's |

| 27 outubro, 2001 |        |            |          |
| Edinburgh Rugby  | 6 - 37 | Bath Rugby | Myreside |
|                  |        |            | Myreside |

| 3 novembro, 2001 |         |                 |                       |
| Bath Rugby       | 17 - 10 | Edinburgh Rugby | The Recreation Ground |
|                  |         |                 | The Recreation Ground |

| 3 novembro, 2001   |         |             |                          |
| Biarritz Olympique | 24 - 15 | Swansea RFC | Parc des Sports Aguilera |
|                    |         |             | Parc des Sports Aguilera |

| 5 janeiro, 2002 |         |            |            |
| Swansea RFC     | 12 - 24 | Bath Rugby | St Helen's |
|                 |         |            | St Helen's |

| 5 janeiro, 2002    |         |                 |                          |
| Biarritz Olympique | 45 - 14 | Edinburgh Rugby | Parc des Sports Aguilera |
|                    |         |                 | Parc des Sports Aguilera |

| 11 janeiro, 2002 |         |             |          |
| Edinburgh Rugby  | 30 - 20 | Swansea RFC | Myreside |
|                  |         |             | Myreside |

| 12 janeiro, 2002 |         |                    |                       |
| Bath Rugby       | 31 - 13 | Biarritz Olympique | The Recreation Ground |
|                  |         |                    | The Recreation Ground |

| Time               | J | V | E | D | T+ | T- | T+/- | P+  | P-  | P+/- | Pts |
| ------------------ | - | - | - | - | -- | -- | ---- | --- | --- | ---- | --- |
| Bath Rugby         | 6 | 6 | 0 | 0 | 16 | 2  | 14   | 161 | 56  | 105  | 12  |
| Biarritz Olympique | 6 | 2 | 1 | 3 | 11 | 7  | 4    | 104 | 95  | 9    | 5   |
| Swansea RFC        | 6 | 2 | 0 | 4 | 2  | 12 | −10  | 92  | 142 | −50  | 4   |
| Edinburgh Rugby    | 6 | 1 | 1 | 4 | 6  | 14 | −8   | 82  | 146 | −64  | 3   |

### Grupo 4
| 29 setembro, 2001 |         |                   |              |
| Munster Rugby     | 28 - 23 | Castres Olympique | Thomond Park |
|                   |         |                   | Thomond Park |

| 29 setembro, 2001 |         |                |               |
| Bridgend RFC      | 24 - 30 | Harlequin F.C. | Brewery Field |
|                   |         |                | Brewery Field |

| 6 outubro, 2001 |        |               |                      |
| Harlequin F.C.  | 8 - 24 | Munster Rugby | The Twickenham Stoop |
|                 |        |               | The Twickenham Stoop |

| 6 outubro, 2001   |         |              |                      |
| Castres Olympique | 35 - 23 | Bridgend RFC | Stade Pierre Antoine |
|                   |         |              | Stade Pierre Antoine |

| 26 outubro, 2001 |        |               |               |
| Bridgend RFC     | 12 -16 | Munster Rugby | Brewery Field |
|                  |        |               | Brewery Field |

| 28 outubro, 2001 |         |                   |                      |
| Harlequin F.C.   | 17 - 39 | Castres Olympique | The Twickenham Stoop |
|                  |         |                   | The Twickenham Stoop |

| 3 novembro, 2001 |        |              |               |
| Munster Rugby    | 40 - 6 | Bridgend RFC | Musgrave Park |
|                  |        |              | Musgrave Park |

| 3 novembro, 2001  |         |                |                      |
| Castres Olympique | 24 - 18 | Harlequin F.C. | Stade Pierre Antoine |
|                   |         |                | Stade Pierre Antoine |

| 5 janeiro, 2002 |         |                |              |
| Munster Rugby   | 51 - 17 | Harlequin F.C. | Thomond Park |
|                 |         |                | Thomond Park |

| 5 janeiro, 2002 |         |                   |               |
| Bridgend RFC    | 26 - 37 | Castres Olympique | Brewery Field |
|                 |         |                   | Brewery Field |

| 12 janeiro, 2002  |         |               |                      |
| Castres Olympique | 21 - 13 | Munster Rugby | Stade Pierre Antoine |
|                   |         |               | Stade Pierre Antoine |

| 12 janeiro, 2002 |         |              |                      |
| Harlequin F.C.   | 29 - 25 | Bridgend RFC | The Twickenham Stoop |
|                  |         |              | The Twickenham Stoop |

| Time              | J | V | E | D | T+ | T- | T+/- | P+  | P-  | P+/- | Pts |
| ----------------- | - | - | - | - | -- | -- | ---- | --- | --- | ---- | --- |
| Castres Olympique | 6 | 5 | 0 | 1 | 19 | 12 | 7    | 179 | 125 | 54   | 10+ |
| Munster Rugby     | 6 | 5 | 0 | 1 | 17 | 6  | 11   | 172 | 87  | 85   | 10  |
| Harlequin F.C.    | 6 | 2 | 0 | 4 | 14 | 20 | −6   | 119 | 187 | −68  | 4   |
| Bridgend RFC      | 6 | 0 | 0 | 6 | 11 | 23 | −12  | 116 | 187 | −71  | 0   |

+ O primeiro lugar foi do Castres, como o primeiro critério de desempate foi o maior número de gols marcados.

### Grupo 5
| 28 setembro, 2001 |         |                    |                   |
| Cardiff RFC       | 25 - 17 | Northampton Saints | Cardiff Arms Park |
|                   |         |                    | Cardiff Arms Park |

| 28 setembro, 2001 |         |             |           |
| Glasgow Rugby     | 19 - 19 | Montferrand | Hughenden |
|                   |         |             | Hughenden |

| 6 outubro, 2001 |         |             |                       |
| Montferrand     | 37 - 10 | Cardiff RFC | Stade Marcel Michelin |
|                 |         |             | Stade Marcel Michelin |

| 7 outubro, 2001    |        |               |                    |
| Northampton Saints | 30 - 9 | Glasgow Rugby | Franklin's Gardens |
|                    |        |               | Franklin's Gardens |

| 27 outubro, 2001 |        |               |                   |
| Cardiff RFC      | 46 - 7 | Glasgow Rugby | Cardiff Arms Park |
|                  |        |               | Cardiff Arms Park |

| 27 outubro, 2001   |         |             |                    |
| Northampton Saints | 15 - 21 | Montferrand | Franklin's Gardens |
|                    |         |             | Franklin's Gardens |

| 3 novembro, 2001 |         |                    |                       |
| Montferrand      | 50 - 17 | Northampton Saints | Stade Marcel Michelin |
|                  |         |                    | Stade Marcel Michelin |

| 4 novembro, 2001 |         |             |           |
| Glasgow Rugby    | 47 - 32 | Cardiff RFC | Hughenden |
|                  |         |             | Hughenden |

| 4 janeiro, 2002 |         |                    |           |
| Glasgow Rugby   | 31 - 27 | Northampton Saints | Hughenden |
|                 |         |                    | Hughenden |

| 5 janeiro, 2002 |         |             |                   |
| Cardiff RFC     | 26 - 20 | Montferrand | Cardiff Arms Park |
|                 |         |             | Cardiff Arms Park |

| 12 janeiro, 2002   |         |             |                    |
| Northampton Saints | 26 - 15 | Cardiff RFC | Franklin's Gardens |
|                    |         |             | Franklin's Gardens |

| 13 janeiro, 2002 |         |               |                       |
| Montferrand      | 44 - 13 | Glasgow Rugby | Stade Marcel Michelin |
|                  |         |               | Stade Marcel Michelin |

| Time               | J | V | E | D | T+ | T- | T+/- | P+  | P-  | P+/- | Pts |
| ------------------ | - | - | - | - | -- | -- | ---- | --- | --- | ---- | --- |
| Montferrand        | 6 | 4 | 1 | 1 | 23 | 7  | 16   | 191 | 100 | 91   | 9   |
| Cardiff RFC        | 6 | 3 | 0 | 3 | 16 | 15 | 1    | 154 | 154 | 0    | 6   |
| Glasgow Rugby      | 6 | 2 | 1 | 3 | 10 | 23 | −13  | 126 | 198 | −72  | 5   |
| Northampton Saints | 6 | 2 | 0 | 4 | 12 | 16 | −4   | 132 | 151 | −19  | 4   |

### Grupo 6
| 28 setembro, 2001 |         |                  |            |
| Leinster Rugby    | 40 - 10 | Stade Toulousain | Donnybrook |
|                   |         |                  | Donnybrook |

| 29 setembro, 2001 |         |             |                       |
| Newcastle Falcons | 21 - 34 | Newport RFC | Kingston Park Stadium |
|                   |         |             | Kingston Park Stadium |

| 5 outubro, 2001 |        |                   |            |
| Leinster Rugby  | 28 - 9 | Newcastle Falcons | Donnybrook |
|                 |        |                   | Donnybrook |

| 6 outubro, 2001 |         |                  |               |
| Newport RFC     | 21 - 20 | Stade Toulousain | Rodney Parade |
|                 |         |                  | Rodney Parade |

| 26 outubro, 2001 |        |             |            |
| Leinster Rugby   | 21 - 6 | Newport RFC | Donnybrook |
|                  |        |             | Donnybrook |

| 28 outubro, 2001 |         |                   |                     |
| Stade Toulousain | 33 - 13 | Newcastle Falcons | Stade Ernest Wallon |
|                  |         |                   | Stade Ernest Wallon |

| 2 novembro, 2001 |         |                |               |
| Newport RFC      | 21 - 26 | Leinster Rugby | Rodney Parade |
|                  |         |                | Rodney Parade |

| 3 novembro, 2001  |        |                  |                       |
| Newcastle Falcons | 42 - 9 | Stade Toulousain | Kingston Park Stadium |
|                   |        |                  | Kingston Park Stadium |

| 5 janeiro, 2002  |         |             |                           |
| Stade Toulousain | 36 - 23 | Newport RFC | Stade Municipal, Toulouse |
|                  |         |             | Stade Municipal, Toulouse |

| 8 janeiro, 2002   |         |                |                    |
| Newcastle Falcons | 15 - 17 | Leinster Rugby | Headingley Stadium |
|                   |         |                | Headingley Stadium |

| 11 janeiro, 2002 |         |                   |               |
| Newport RFC      | 53 - 17 | Newcastle Falcons | Rodney Parade |
|                  |         |                   | Rodney Parade |

| 13 janeiro, 2002 |        |                |                           |
| Stade Toulousain | 43 - 7 | Leinster Rugby | Stade Municipal, Toulouse |
|                  |        |                | Stade Municipal, Toulouse |

| Time              | J | V | E | D | T+ | T- | T+/- | P+  | P-  | P+/- | Pts |
| ----------------- | - | - | - | - | -- | -- | ---- | --- | --- | ---- | --- |
| Leinster Rugby    | 6 | 5 | 0 | 1 | 15 | 11 | 4    | 139 | 104 | 35   | 10  |
| Newport RFC       | 6 | 3 | 0 | 3 | 17 | 13 | 4    | 151 | 146 | 5    | 6   |
| Stade Toulousain  | 6 | 3 | 0 | 3 | 16 | 11 | 5    | 158 | 141 | 17   | 6   |
| Newcastle Falcons | 6 | 1 | 0 | 5 | 8  | 21 | −13  | 117 | 174 | −57  | 2   |

### Atribuição de lugares
| Seed | Vencedores         | Pts | T+ | P+/- |
| ---- | ------------------ | --- | -- | ---- |
| 1    | Bath Rugby         | 12  | 16 | +105 |
| 2    | Stade Français     | 10  | 23 | +149 |
| 3    | Castres Olympique  | 10  | 19 | +54  |
| 4    | Leicester Tigers   | 10  | 17 | +87  |
| 5    | Leinster Rugby     | 10  | 15 | +35  |
| 6    | Montferrand        | 9   | 23 | +91  |
| Seed | Segundos           | Pts | T+ | P+/− |
| 7    | Munster Rugby      | 10  | 17 | +85  |
| 8    | Llanelli Scarlets  | 8   | 22 | +88  |
| -    | Ulster Rugby       | 8   | 17 | +54  |
| -    | Newport RFC        | 6   | 17 | +5   |
| -    | Cardiff RFC        | 6   | 16 | 0    |
| -    | Biarritz Olympique | 5   | 11 | +9   |

## Segunda fase
|  | Quartas de final | Quartas de final |                             |    | Semifinais | Semifinais |  |  | Final | Final |
|  |                  |                  |                             |    |            |            |  |  |       |       |
|  | Castres          |                  |                             |    |            |            |  |  |       |       |
|  |                  |                  |                             |    |            |            |  |  |       |       |
|  | Castres          | 22               |                             |    |            |            |  |  |       |       |
|  | Castres          | 22               | Castres                     |    |            |            |  |  |       |       |
|  | Montferrand      | 21               |                             |    |            |            |  |  |       |       |
|  | Montferrand      | 21               | Castres                     | 17 |            |            |  |  |       |       |
|  | Paris            |                  | Castres                     | 17 |            |            |  |  |       |       |
|  |                  | Munster          | 25                          |    |            |            |  |  |       |       |
|  | Stade Français   | Munster          | 25                          | 14 |            |            |  |  |       |       |
|  | Stade Français   |                  | Millennium Stadium, Cardiff | 14 |            |            |  |  |       |       |
|  | Munster          | 16               |                             |    |            |            |  |  |       |       |
|  | Munster          | 16               | Munster (Irlanda)           | 9  |            |            |  |  |       |       |
|  | Leicester        |                  | Munster (Irlanda)           | 9  |            |            |  |  |       |       |
|  |                  | Leicester Tigers | 15                          |    |            |            |  |  |       |       |
|  | Leicester Tigers | Leicester Tigers | 15                          | 29 |            |            |  |  |       |       |
|  | Leicester Tigers | Leicester        |                             | 29 |            |            |  |  |       |       |
|  | Leinster         | 18               |                             |    |            |            |  |  |       |       |
|  | Leinster         | 18               | Leicester Tigers            | 13 |            |            |  |  |       |       |
|  | Bath             |                  | Leicester Tigers            | 13 |            |            |  |  |       |       |
|  |                  | Llanelli         | 12                          |    |            |            |  |  |       |       |
|  | Bath             | Llanelli         | 12                          | 10 |            |            |  |  |       |       |
|  | Bath             |                  |                             | 10 |            |            |  |  |       |       |
|  | Llanelli         | 27               |                             |    |            |            |  |  |       |       |
|  | Llanelli         | 27               |                             |    |            |            |  |  |       |       |

### Quartas-de-final
| 26 janeiro, 2002  |         |             |                      |
| Castres Olympique | 22 - 21 | Montferrand | Stade Pierre Antoine |
|                   |         |             | Stade Pierre Antoine |

| 26 janeiro, 2002 |         |                   |                       |
| Bath Rugby       | 10 - 27 | Llanelli Scarlets | The Recreation Ground |
|                  |         |                   | The Recreation Ground |

| 26 janeiro, 2002 |         |               |                  |
| Stade Français   | 14 - 16 | Munster Rugby | Stade Jean Bouin |
|                  |         |               | Stade Jean Bouin |

| 27 janeiro, 2002 |         |                |              |
| Leicester Tigers | 29 - 18 | Leinster Rugby | Welford Road |
|                  |         |                | Welford Road |

### Semi-finais
| 27 abril, 2002    |         |               |                          |
| Castres Olympique | 17 - 25 | Munster Rugby | Stade de la Méditerranée |
|                   |         |               | Stade de la Méditerranée |

| 28 abril, 2002   |         |                   |             |
| Leicester Tigers | 13 - 12 | Llanelli Scarlets | City Ground |
|                  |         |                   | City Ground |

## Final
| 25 maio, 2002                                                                           |        |                                    |                                                                 |
| Leicester Tigers                                                                        | 15 - 9 | Munster Rugby                      | Millennium Stadium, Cardiff Público: 74,600 Árbitro: Joël Jutge |
| Tries: Geordan Murphy 26' m Austin Healey 59' c Con: Tim Stimpson Pen: Tim Stimpson 70' |        | Pen: Ronan O'Gara (3) 7', 20', 49' | Millennium Stadium, Cardiff Público: 74,600 Árbitro: Joël Jutge |

## Campeão
| Copa Heineken 2000-01                  |
| -------------------------------------- |
| Leicester Tigers Leicester (2º título) |